# Мелані Чисголм
Мелані Джейн Чисголм, сценічне ім'я: Melanie C (англ. Melanie Jayne Chisholm; нар. 12 січня 1974, Вістон, Ланкашир, Велика Британія) — британська співачка та авторка-виконавиця, колишня учасниця гурту «Spice Girls».

## Кар'єра
З 1994 по 1998 Чисголм входила до складу жіночого британського попгурту «Spice Girls». З 1998 почала сольну кар'єру і в 1999 випустила дебютний альбом — «Northern Star». Його продажі становлять понад 4 млн копій по всьому світу, а 5 пісень з альбому стали синглами: «Goin' Down», «Northern Star», «Never Be the Same Again», «I Turn to You», «If That Were Me».
Наступний альбом, «Reason», вийшов 10 березня 2003 року. Офіційно було випущено 4 сингли: «Here It Comes Again», «On the Horizon», «Let's Love», «Melt»/«Yeh Yeh Yeh». Але популярність співачки стрімко пішла на спад — всесвітні продажі становлять лише 500,000 копій. У 2004 році Мелані Чисголм заснувала власну записну студію під назвою «Red Girl Records». Саме під цим лейблом почали виходити її наступні альбоми. Вона також співпрацювала з британським електронним гуртом Deepest Blue.
11 квітня 2005 року вийшов третій студійний альбом — «Beautiful Intentions». Його продажі стали ще нижчими і лише 3 пісні стали синглами: «Next Best Superstar», «Better Alone», «First Day of My Life». Четвертий студійний альбом «This Time», що вийшов 30 березня 2007, також не зміг привернути великої уваги. П'ять синглів з альбому, — «The Moment You Believe», «I Want Candy», «Carolyna», «This Time», «Understand» — зазнали великої невдачі на чартах.
2 вересня 2011 року вийшов п'ятий альбом співачки — «The Sea». Пісні «Rock Me», «Think About It», «Weak», «Let There Be Love» стали офіційними синглами.
9 вересня 2012 року вийшов перший триб'ют-альбом співачки — «Stages».

## Дискографія
- 1999: «Northern Star»
- 2003: «Reason»
- 2005: «Beautiful Intentions»
- 2007: «This Time»
- 2011: «The Sea»
- 2012: «Stages»
- 2016: «Version of Me»
- 2020: «Melanie C»

1. ↑  Deutsche Nationalbibliothek Record #130887420 // Gemeinsame Normdatei — 2012—2016.
2. ↑  Discogs — 2000.